# Le Milliardaire
Pour les articles homonymes, voir Milliardaire (homonymie).
Pour plus de détails, voir Fiche technique et Distribution.

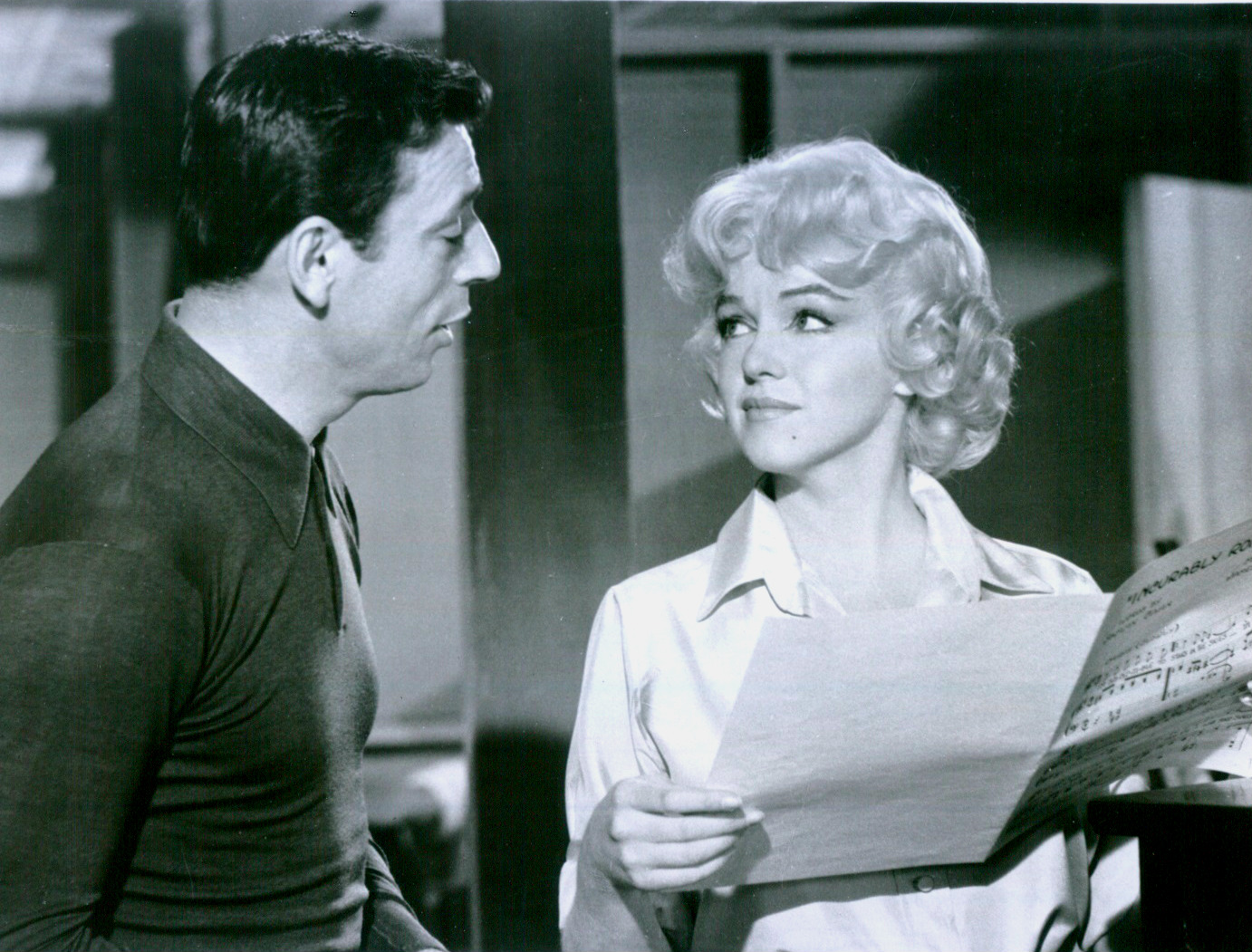
Yves Montand et Marilyn Monroe

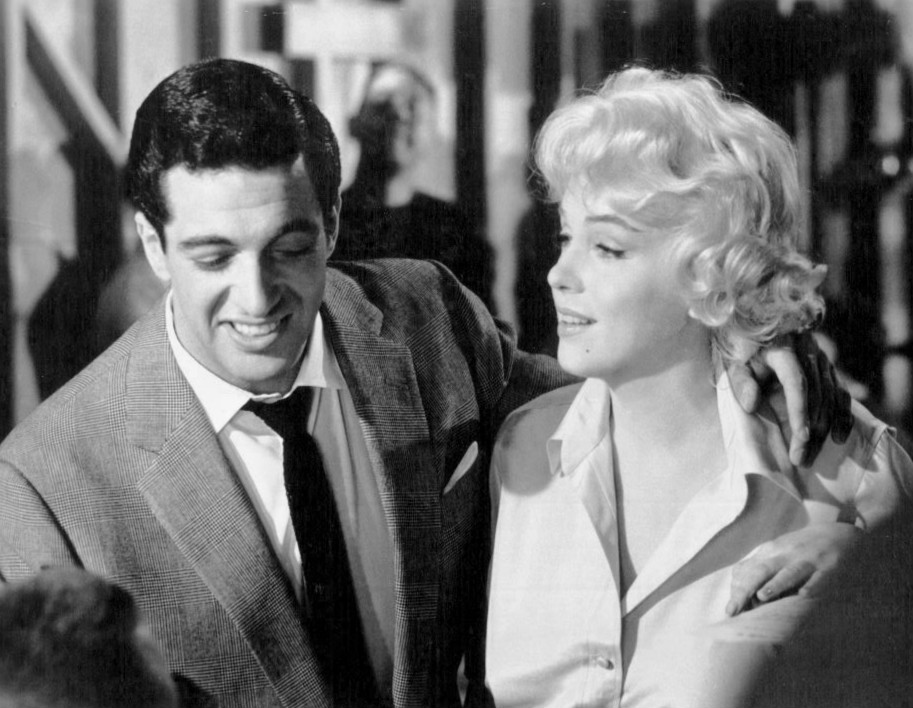
Frankie Vaughan et Marilyn Monroe

Le Milliardaire (Let's Make Love) est un film musical américain réalisé par George Cukor, sorti en 1960.

## Synopsis
Le film débute par la présentation des sept générations de Clément qui ont construit la fortune colossale de la famille. Jean-Marc Clément (Yves Montand) est le huitième dans la lignée et il est milliardaire, mais n'a jamais été marié ni n'a de successeur.
Son état-major lui apprend qu'une revue off-Broadway est en train de se monter et qu'elle va se moquer de lui et en particulier de sa propension à avoir de très nombreuses conquêtes féminines. Il décide de se rendre sur place, à une répétition, afin de juger par lui-même. Cela lui permet de faire connaissance d'Amanda Dell (Marilyn Monroe), danseuse vedette de la troupe. On le prend également pour l'acteur qui va interpréter la caricature de Jean-Marc Clément : « That's just his stupid look! » (Tout à fait son air bête !), lui dit-on.
Clément s'adjuge alors une nouvelle identité : il s'appelle désormais Alexandre Dumas, « comme l'écrivain », et est un acteur lui aussi. Il est également témoin de l'affection que se portent Amanda et l'autre vedette de la troupe, Tony (Frankie Vaughan). Il essaie de se faire remarquer – d'Amanda – en racontant une blague devant toute la troupe, mais c'est un échec.
Tout en achetant une nouvelle blague – inédite celle-ci, à mille dollars –, Clément annonce à ses conseillers qu'il va se joindre pour quelques jours à la troupe de théâtre. À la répétition suivante, Clément raconte sa « nouvelle » histoire drôle, mais son auteur est présent et provoque une scène, alors que Clément ne peut évidemment pas révéler qu'il en a été l'acquéreur officiel. Amanda le défend. Pour la remercier et comme il est représentant en bijoux de pacotille, il lui offre un bracelet de 10 000 dollars qu'il fait passer pour une superbe imitation, imitation qui va presque finir autour du poignet d'une autre.
Le conseiller George Wales (Wilfrid Hyde-White), découvrant qu'une société du groupe Clément est responsable du contrat avec la troupe de théâtre, organise un mauvais coup contre celle-ci. Clément résout l'affaire en prenant incognito 51 % des parts du spectacle.
Conscient de son manque de talent, Clément engage Milton Berle, Bing Crosby et Gene Kelly (tous trois dans leurs propres rôles) pour lui apprendre les ficelles du métier. Berle vient même une fois à une répétition dire tout le bien qu'il peut de ce nouveau génie de la scène new-yorkaise qu'est Alexander Dumas. Clément alias Dumas obtient même une augmentation de son cachet et de celui d'Amanda. Lors d'une prochaine séance de travail, les commanditaires exigent que Clément interprète avec Amanda la chanson clé du spectacle à la place de Tony. Amanda, pour tout remettre en ordre, accepte une invitation au restaurant avec Clément. Il lui avoue alors qui il est vraiment, ce qu'elle a du mal à croire.
L'histoire se termine au siège des entreprises Clément, où Amanda doit se faire à l'idée que l'homme qu'elle aime désormais est un milliardaire.

## Fiche technique
- Titre : Le Milliardaire
- Titre original : Let's Make Love
- Réalisation : George Cukor, assisté de David S. Hall
- Scénario : Norman Krasna, Hal Kanter et Arthur Miller (non crédité)
- Photographie : Daniel L. Fapp
- Musique : Carroll Coates, Earle H. Hagen, Lionel Newman, Jimmy Van Heusen et Cyril J. Mockridge
- Chorégraphe : Jack Cole
- Direction artistique : Gene Allen et Lyle R. Wheeler
- Décorateurs de plateau : Fred M. MacLean et Walter M. Scott
- Costumes : Dorothy Jeakins
- Montage : David Bretherton
- Son : Warren B. Delaplain, W.D. Flick
- Producteur : Jerry Wald
- Société de production : Twentieth Century Fox et The Company of Artists
- Société de distribution : Twentieth Century Fox
- Pays d'origine :  États-Unis
- Format : couleur par DeLuxe — 2.35:1 CinemaScope — son stéréo 4 pistes (Westrex Recording System) — 35 mm
- Genre : Comédie, film musical
- Durée : 119 minutes
- Dates de sortie :
  - États-Unis : 8 septembre 1960
  - France : 20 octobre 1960
- Affiche : Georges Kerfyser (France)

## Distribution
- Marilyn Monroe (VF : Claire Guibert) : Amanda Dell
- Yves Montand : Jean-Marc Clément/Alexander Dumas
- Tony Randall (VF : Michel Roux) : Alexander Coffman
- Frankie Vaughan (VF : Paul Rieger) : Tony Danton
- Wilfrid Hyde-White (VF : Roger Tréville) : George Wales
- David Burns (VF : Raymond Rognoni) : Oliver Burton
- Milton Berle (VF : André Valmy) : lui-même
- Bing Crosby : lui-même
- Gene Kelly (VF : Roger Rudel) : lui-même

## Autour du film
- À la demande de Marilyn Monroe, son mari Arthur Miller, dramaturge américain célèbre, intervint pour étoffer son rôle. Il n'est pas crédité au générique. Les acteurs Yul Brynner, Cary Grant, Charlton Heston, Rock Hudson et James Stewart ont tous été contactés pour le rôle du milliardaire mais tous l'ont refusé, soit qu'ils redoutaient l'aura de Marilyn, soit en raison des difficultés rencontrées par celle-ci lors de ses derniers tournages (retards, absences, alcoolisme, etc.). Gregory Peck s'est retiré de la production après avoir lu la version du scénario revue par Arthur Miller. Yves Montand a été ensuite appelé, après avoir joué dans Les Sorcières de Salem (The Crucible, 1957), tiré d'une pièce d'Arthur Miller.
- Ce film, dont la traduction du titre en français est une interprétation édulcorée du titre américain (Faisons l'amour ou Flirtons), a été surnommé par certains « The movie whose title Marilyn Monroe and Yves Montand took too seriously » (Le film dont Marilyn Monroe et Yves Montand ont pris le titre trop au sérieux) en raison de l'aventure amoureuse qu'ils ont vécue à cette époque pendant quelques semaines. Simone Signoret, mariée avec Yves Montand dès 1951, l'a confirmé et a même commenté qu'elle regrettait que Marilyn n'ait jamais su qu'elle ne lui en avait jamais voulu. Marilyn Monroe et Yves Montand ont séjourné dans les Bungalows 20 et 21 du Beverly Hills Hotel pendant le tournage.
- Les vedettes caricaturées dans le spectacle sont la soprano Maria Callas, le chanteur de rock 'n' roll Elvis Presley, le pianiste Van Cliburn et le milliardaire Jean-Marc Clément. Marilyn interprète dans ce film les chansons My heart belongs to Daddy (de Cole Porter), Let's make love, Incurably romantic et Specialization.